# ウィンクスステークス
ウィンクスステークス（Winx Stakes）とはオーストラリアのロイヤルランドウィック競馬場で行われる競馬の競走。

## 概要
1923年にワーウィックステークス（Warwick Stakes）の名称で創設。
創設当初はワーウィックファーム競馬場で開催されていたが、施行場・距離は幾度かの変更を経て、2014年からはロイヤルランドウィック競馬場の芝1400mで定着している。
1979年よりG2に格付けされる。
2016・2017年の本競走を連覇したウィンクスの功績をたたえ、2018年よりウィンクスステークスに改称されるとともにG1に格上げされた。同年の本競走ではウィンクスが3連覇を達成した。
出走条件は3歳以上。賞金総額は25万オーストラリア・ドル。

## 近年の優勝馬
- 2024 - Via Sistina[1]
- 2023 - Fangirl[2]
- 2022 - Anamoe
- 2021 - Mo'unga[3]
- 2020 - Verry Elleegant
- 2019 - Samadoubt[4]
- 2018 - Winx[5]
- 2017 - Winx[6]
- 2016 - Winx[7]
- 2015 - Royal Descent[8]
- 2014 - Tiger Tees[9]
- 2013 - Veyron[10]
- 2012 - Pinwheel[11]
- 2011 - Pinwheel[12]
- 2010 - Metal Bender[13]
- 2009 - Trusting[14]
- 2008 - Racing To Win[15]
- 2006 - Court's In Session[16]
- 2005 - Sir Dex[17]
- 2004 - Private Steer[18]
- 2003 - Lonhro[19]
- 2002 - Defier[20]
- 2001 - Lonhro[21]
- 2000 - Al Mansour[22]